# Vansittart Island
Vansittart Island, conosciuta anche come Gun Carriage Island, è un'isola che fa parte delle isole Furneaux, che si trovano nello stretto di Bass in Tasmania (Australia). L'isola appartiene alla municipalità di Flinders. L'isola, che ospita l'1% della popolazione mondiale di sei specie di uccelli, è compresa nel Franklin Sound Islands Important Bird Area. Vansittart Island è in parte proprietà privata mentre una parte dei terreni viene data in affitto per il pascolo delle pecore Wiltshire Horn.

## Storia

### Epoca coloniale
Negli anni 1820, sull'isola si erano insediati alcuni ex cacciatori di foche. Nel 1831, George Augustus Robinson giunse sull'isola per allontanare i cacciatori di foche e le loro famiglie, voleva inoltre stabilire un insediamento aborigeno. Dopo che l'insediamento aborigeno fallì, i cacciatori e le loro famiglie ritornarono sull'isola. Nel 1854, durante una visita del vescovo della Tasmania, Francis Nixon, la comunità isolana era cresciuta fino a 28 persone.
Nel 1842, l'isola fu formalmente mappata dalla HMS Beagle e rinominata da Gun Carriage Island a Vansittart Island. Il nome dell'isola deriva dal governatore del Bengala, Henry Vansittart, che prestò servizio dal 1759 al 1764, inoltre era strettamente in contatto con la Compagnia britannica delle Indie orientali. Nello stesso anno, l'HMS Beagle ritornò a Van Diemen's Land dopo aver completato una circumnavigazione inversa dell'Australia: attraversati i fiumi Timor e Swan, giunse nell'Australia occidentale. Il tenente della Royal Navy, John Lort Stokes divenne capitano dopo la partenza per motivi di salute del precedente comandante, il capitano Wickham. In seguito, nello stretto di Bass, tra le Isole Furneaux, Gun Carriage Island chiamata in questo modo da diversi decenni, fu ufficialmente sostituito con "Vansittart Island
Originariamente la nave Vansittart era una corvetta indipendente con due cannoni in arrivo da Londra a Hobarttown, Van Diemens Land con otto suole a bordo il 30 gennaio 1836. Dopo il loro arrivo, in pochi giorni la Vansittart stava condividendo il porto con la HMS Beagle quando il capitano Robert Fitzroy e Charles Darwin insieme ad Wickham attraccarono il 5 febbraio 1836, sulla loro circonferenza inversa del globo, il quale stabilirà la Teoria dell'evoluzione. Questo fu il primo di due incontri tra le due navi. La Vansittart commerciò a Hobarttown, Sydney, Kangaroo Island e Launceston prima dell'acquisto da parte del governo coloniale di Van Diemens Land (che verrà rinominata come la Tasmania nel 1856), il 22 febbraio 1837 per motivi di ricerca e salvataggio.
Vansittart visitò spesso Port Arthur e divenne un tagliareddito del governo e si dice che abbia trasportato gli ultimi aborigeni dalla Tasmania ad Flinders Island per un reinsediamento fallito. La Vansittart si perse in mare quando salpò da Sydney alla California come nave privata al comando del maestro Gill nel 1849, nel frattempo la corsa all'oro californiana era già iniziata nel 1848.

## Geografia
Vansittart si trova nella parte orientale del Franklin Sound, lo stretto canale che divide Flinders Island (la maggiore delle Furneaux) da Cape Barren Island. A nord-ovest dell'isola si trova Great Dog Island.  L'isola ha una superficie di 8,17 km².

### Fauna
Tra le specie di uccelli marini e trampolieri che si riproducono sull'isola si registrano il pinguino minore blu, il gabbiano del Pacifico, la beccaccia di mare fuligginosa e la beccaccia di mare orientale. Il cigno nero nidifica sull'isola, che dà rifugio anche all'oca di Capo Barren e alla berta codacorta. Tra i rettili si conta il serpente tigre, il testa di rame, il Drysdalia coronoides, la Pseudemoia entrecasteauxii, il Niveoscincus metallicus e il Lerista bougainvillii. Il wallaby dal collo rosso vive sull'isola ed anche l'echidna, mentre il pademelon della Tasmania qui è estinto.